# KV4
KV4 es una tumba egipcia del llamado Valle de los Reyes, situado en la orilla oeste del Nilo, a la altura de la moderna ciudad de Luxor. Perteneció al último faraón de la dinastía XX y también del glorioso Imperio Nuevo, de nombre Ramsés XI.

## Marco histórico
La tumba hoy catalogada como la número 4 del Valle de los Reyes tiene el triste y dudoso honor de ser la última excavada en esta célebre necrópolis. Con ella se cierra la etapa más importante de la historia egipcia, y el momento de su mayor pujanza internacional: el Imperio Nuevo, durante el cual tres dinastías expandieron como nunca el país, realizaron imponentes construcciones y se hicieron enterrar en el Valle.
Ramsés XI fue el décimo faraón de la dinastía XX, y aunque gozó de un reinado largo, de 1099 a 1069 a. C., aproximadamente, no pudo hacer frente a los numerosos problemas que sufría el país. Conocido por entonces con el nombre de Menmaatra-Setepenptah Ramsés-Jaemuaset-Meriamón-Neterheqaiunu, el monarca sería el último hombre en gobernar sobre las Dos Tierras unidas bajo el mismo cetro en cuatrocientos años. Se cree que era hijo del anterior rey, Ramsés X, y que fue incapaz de combatir la secesión que sufrió el Alto Egipto en el año 17 de su reinado.
Las luchas entre el poder real, afincado en la capital de Pi-Ramsés (en el Delta del Nilo), el virrey de Nubia y el sumo sacerdote de Amón en Tebas, así como una continua hambruna y condiciones de vida cada vez peores de la población provocaron una guerra civil en el Alto Egipto. Ramsés XI se desentendió del problema y prácticamente cedió su corona al sumo sacerdote Herihor, quien acumuló prerrogativas reales y gobernó en solitario ignorando en todo al faraón, sólo su jefe de forma nominal.
Con Tebas y todo el Alto Egipto fuera de su influencia, Ramsés XI se encerró en su capital y dejó interrumpida la construcción de su tumba en el Valle de los Reyes. Disolvió la ancestral comunidad de constructores de Deir el-Medina y a su muerte, sería enterrado en el norte, quizás en Menfis, en Tanis o en Pi-Ramsés. La dinastía XX y con ella el Valle de los Reyes habían desaparecido. Se iniciaba el Tercer Periodo Intermedio, con un país dividido entre los sucesores de Ramsés XI en la ciudad de Tanis y los sumos sacerdotes de Amón en Tebas como reyes independientes.

## Situación
Como todas las tumbas reales de la dinastía XX, KV4 presenta el mismo perfil: ausencia de pozo funerario, corredores no muy inclinados y un eje recto en el plano de la tumba. Situada en la mitad norte del Valle de los Reyes (donde menos tumbas hay), es la vecina inmediata de KV3 y de KV46. Esta última, hallada prácticamente inviolada, sería redescubierta con las obras de KV4, como así se registra el consiguiente robo de parte de su equipamiento funerario.
Aunque la tumba no es tan grande como la algunos de sus antecesores, presenta los mismos elementos que ésta, y está prácticamente completa. Consta de un corredor de entrada (A) seguido de otros tres pasillos bien delimitados (B, C y D, de los cuales el C presenta dos pequeños nichos laterales a la entrada y cerca del techo), una antecámara (E), una sala de pilares (F), un nuevo pasillo más inclinado (G), y la cámara sepulcral en cuestión (J). Esta última, pese a estar completamente excavada, aún no había sido pulida ni sus paredes decoradas, lo que hace indicar que la tumba fue abandonada mucho antes de la muerte del rey. La ausencia de un sarcófago exterior de piedra metido en el enorme pozo de diez metros que hay en esta sala no hace más que confirmar lo evidente: Ramsés XI nunca pisó aquel lugar.

## Decoración
Debido al hecho de que fuese abandonada antes de ser finalizada, KV4 presenta muy pocas escenas decorativas, y ninguna de ellas está completamente acabada. La única estancia que presenta huellas de pintura es la entrada del primer corredor, B, y este mismo. En ambos lugares aparece el rey acompañado de dioses como Ra-Horajti, Maat, Meretseger o el carnero de cuatro cabezas Hor-em-ajet (el Harmaquis de los griegos). Es de suponer que tras estas representaciones se incluyese la Letanía de Ra, presente en casi la totalidad de las tumbas reales ramésidas, pero sería justo entonces cuando el faraón disolvería la comunidad de construcotres de tumbas y paralizaría la decoración de KV4.
Al haber estado abierta desde la antigüedad, se han hallado labrados en ella varios grafitos de todas las épocas, escritos en demótico, griego, latín, copto, francés e inglés (estos dos últimos se supone que de los siglos XVIII y XIX). Como muchas otras tumbas del lugar, KV4 fue utilizada como vivienda en época copta. Incluso Howard Carter la utilizó como despensa y comedor mientras dirigía las labores de excavación y datación de la tumba de Tutankamón.

## Excavación
KV4 no despertó el mínimo interés hasta finales de la década de los 70, cuando John Romer, del Museo de Brooklyn, se dedicó a excavarla y a desescombrarla en 1979. Aparte de restos de enterramientos intrusos de época de la dinastía XXII y algunos fragmentos de útiles usados por los coptos, también se hallaron, para gran sorpresa de todos, pequeñas figurillas ushebti pertenecientes a Ramsés IV. Su presencia en ese lugar aún no está del todo clara, pero dado que su tumba era la vecina de KV4, es posible que llegasen allí en época copta o de mano de ladrones de tumbas o de los sacerdotes que pusieron a buen recaudo las momias reales.
Sin embargo, el hallazgo más interesante que realizó Romer fueron los restos de equipamiento funerario perteneciente a los primeros reyes enterrados en el Valle de los Reyes: Thutmose I, Thutmose III y Hatshepsut. Esto ha hecho pensar que posiblemente KV4, al estar vacía y abierta, fuera utilizada durante el reinado del rey-sacerdote Pinedyem I (pues así lo datan algunos cartuchos pertenecientes a él labrados en la tumba, a veces borrando a los de Ramsés XI) como un taller de preparación de varias momias reales, o al menos de estos tres grandes faraones antes mencionados, para ponerlos en un lugar a salvo de los ladrones.

## La momia real
Es conocido con una total certeza que Ramsés XI no fue enterrado en KV4, ni tampoco en el Valle de los Reyes ni en la necrópolis tebana. Dada la situación de aquel entonces, aquel rey que nunca se preocupó por sus dominios meridionales, sería enterrado con toda probabilidad en el cementerio real de la dinastía XXI en Tanis, que lo sucedería en el trono, o quizás en Menfis o Pi-Ramsés, por entonces aún muy importantes. Así es lógico no haber hallado la momia del último faraón del Imperio Nuevo en los escondites reales.
En cuanto a Pinedyem I, se cree que quiso apropiarse de la tumba pero por causas desconocidas, tampoco sería enterrado allí. No obstante, la momia de este sumo sacerdote de Amón, rey independiente en Tebas, sí se ha hallado en el escondrijo de DB320.